# Роджер Джонсон (футболіст)
Роджер Джонсон (англ. Roger Johnson; 28 квітня 1983, Ешфорд, Суррей, Англія) — англійський футболіст, захисник клубу «Вулверхемптон Вондерерз».

## Біографія
Роджер розпочав свою кар'єру в клубі «Вікомб Вондерерз», в якому провів шість років. Після цього гравець приєднався до «Кардіф Сіті». З командою він дійшов до фіналу Кубка Англії 2008 року, крім того Роджер двічі був обраний найкращим гравцем сезону клубу. У 2009 році перейшов у «Бірмінгем Сіті».

## Досягнення
- Володар Кубка Футбольної ліги (1):

«Бірмінгем Сіті»: 2010-11